# Булгаковский сельсовет (Тамбовская область)
Булгаковский сельсовет — муниципальное образование со статусом сельского поселения в составе Гавриловского района Тамбовской области Российской Федерации
Административный центр — село Булгаково.

## История
В соответствии с Законом Тамбовской области от 17 сентября 2004 года № 232-З установлены границы муниципального образования и статус сельсовета как сельского поселения.
В соответствии с Законом Тамбовской области от 3 декабря 2009 года № 587-З в состав сельсовета включён упразднённый Гусевский сельсовет.

## Население
| 2010  | 2012  | 2013  | 2014  | 2015  | 2016  | 2017  |
| ----- | ----- | ----- | ----- | ----- | ----- | ----- |
| 1247  | ↗1249 | ↘1213 | ↘1176 | ↘1112 | ↘1086 | ↘1070 |
| 2018  | 2019  | 2020  | 2021  |       |       |       |
| ↘1033 | ↘1011 | ↘990  | ↗1021 |       |       |       |

## Состав сельского поселения
| №  | Населённый пункт | Тип населённого пункта       | Население |
| -- | ---------------- | ---------------------------- | --------- |
| 1  | Булгаково        | село, административный центр | ↘644      |
| 2  | Гусевка          | село                         | ↘241      |
| 3  | Змеёвка          | деревня                      | ↘106      |
| 4  | Поляково         | село                         | ↘92       |
| 5  | Савлино          | деревня                      | ↘1        |
| 6  | Синявка 1-я      | деревня                      | ↘125      |
| 7  | Синявка 2-я      | деревня                      | ↘13       |
| 8  | Спокойное        | деревня                      | ↘10       |
| 9  | Сурки            | посёлок                      | ↘13       |
| 10 | Чупятово         | посёлок                      | ↘2        |

### Упразднённые населённые пункты
Посёлок Озёрки.